# 波梅斯堡
波梅斯堡（法語：Labastide-Paumès，法語發音：[labastid pomɛs]）是法国上加龙省的一个市镇，属于圣戈当区。

## 地理
波梅斯堡（43°20'11"N, 0°56'16"E）面积8.04 平方千米，位于法国奧克西塔尼大區上加龙省，该省份为法国西南部内陆省份，西南端与西班牙接壤，自此顺时针与上比利牛斯省、热尔省、塔恩-加龙省、塔恩省、奥德省和阿列日省接壤。
与波梅斯堡接壤的市镇（或旧市镇、城区）包括：卡斯泰尔加亚尔、卡斯蒂-拉布朗德、法巴、波拉斯特龙、里奥拉、卡扎克。
波梅斯堡的时区为UTC+01:00、UTC+02:00（夏令时）。

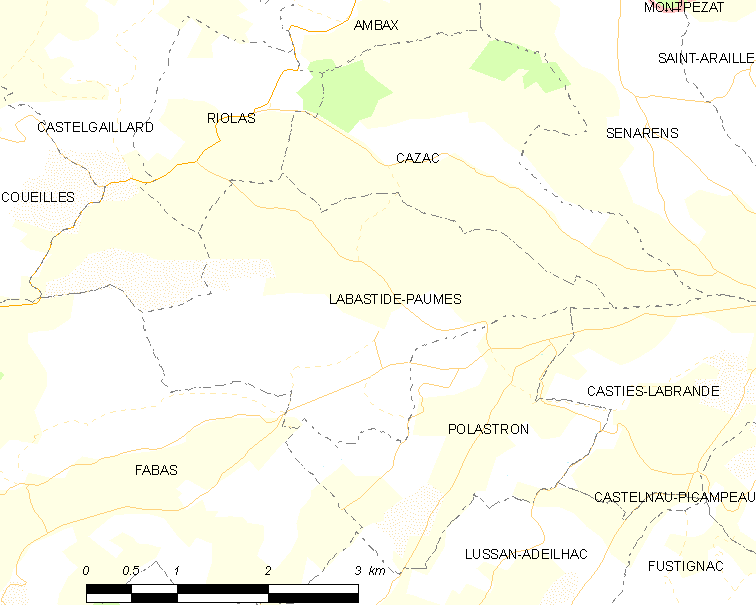
波梅斯堡的OSM定位图

## 行政
波梅斯堡的邮政编码为31230，INSEE市镇编码为31251。

## 政治
波梅斯堡所属的省级选区为卡泽尔县。

## 人口

1962-2008年间波梅斯堡人口变化图示

波梅斯堡于2022年1月1日时的人口数量为151人。